# اثر پائولی
 اثر پائولی (به انگلیسی: Pauli effect) اصطلاحی است که به خرابی ظاهراً اسرارآمیز تجهیزات فنی در حضور افرادی خاص اشاره دارد. این اصطلاح با استفاده از نام فیزیکدان نظری اتریشی، ولفگانگ پائولی نامگذاری شده‌است. اثر پائولی نباید با اصل طرد پائولی اشتباه گرفته شود.

## تاریخچه
از قرن بیستم، کارهای تحقیقاتی در علم فیزیک بین دو دستهٔ فیزیکدان‌های تجربی و فیزیکدان‌های نظری تقسیم شده‌است. تنها عدهٔ محدودی از فیزیکدانان نظیر انریکو فرمی در هر دو زمینه موفق بوده‌اند. به دلیل فقدان علاقه یا استعداد در انجام کارهای تجربی، بسیاری از فیزیکدانان نظری به شکستن تصادفی تجهیزات آزمایشگاهی مشهور شده‌اند. پائولی مورد استثنایی‌ای در این زمینه بود: شایعه بود که او نظریه‌پرداز فیزیک توانمندی‌ست که به تنهایی حضورش دراطراف انجام یک آزمایش موجب به بار آمدن خسارت می‌شود. از ترس اثر پائولی، فیزیکدان تجربی اتو اشترن، علی‌رغم رفاقتشان، ورود پائولی به آزمایشگاهش در هامبورگ را ممنوع کرده بود.
حادثه‌ای در آزمایشگاه فیزیک دانشگاه گوتینگن اتفاق افتاد. یک ابزار اندازه‌گیری گران‌قیمتی، بدون هیچ دلیل آشکاری ناگهان از کار افتاد، با این‌که پائولی در حقیقت غایب بود. جیمز فرانک، رئیس موسسه این حادثه را در نامه‌ای به همکارش پائولی در زوریخ گزارش داد، در حالی‌که به مزاح برای او نوشت که حداقل این‌بار او بی‌گناه بوده‌است. اگرچه بعد مشخص شد که پائولی در سفرش با قطار به مقصد کوپنهاگ در همان زمان از کار افتادن دستگاه قطارش را در ایستگاه گوتینگن عوض کرده‌است. این اتفاق در کتاب جورج گاموف سی سالی که فیزیک را تکان داد، آمده است. در این کتاب ضمنا ادعا شده که هر چه یک فیزیکدان نظری بااستعدادتر باشد، اثرش قوی‌تر است.
رادولف پیرلز حادثه‌ای را شرح می‌دهد که تعدادی از فیزیکدانان تصیم‌ گرفتند شوخی خرکی‌ای را با پائولی برای نشان دادن اثر پائولی انجام دهند. آن‌ها لوستری را به یک طناب وصل کرده بودند که قرار بود به محض ورود پائولی رها شود و بشکند. اما با ورود پائولی طناب گیر کرد و این اتفاق نیفتاد و این حادثه خود به یکی از مثال‌های واقعی اثر پائولی تبدیل شد.
چنان‌چه اثر پائولی واقعا حقیقت داشته باشد، در پدیده‌ی "دورجابه‌جایی قابل‌مشاهده" طبقه‌بندی می‌شود. پائولی خود متقاعد شده بود این اثر  که به اسم او نامگذاری شده واقعا حقیقت دارد. شاید برای بسیاری باور این نکته که پائولی به عنوان یک دانشمند علوم طبیعی چنین پدیده‌ای را قبول داشته سخت باشد. ولی زمانی‌که پائولی سرمایه‌گذاری روی علم فراروان‌شناسی را سودمند می‌دانست مسئله‌ی باورپذیری این اثر توسط او قابل قبول می‌شود. یکی از دلایلی که پائولی نامه‌نگاری‌های فراوانی را با یونگ روانشناس سوییسی در زمینه‌ی پدیده‌ی همزمانی رویدادها انجام می‌داد همین مسئله بود. در سال ۱۹۳۴ پائولی خرابی اتوموبیلش در ماه عسلش با همسر دومش را به عنوان شاهدی برای حقیقت داشتن اثر پائولی قبول کرد زیرا این حادثه بدون هیچ دلیل مشخص خارجی‌‌ای اتفاق افتاده بود.
در ۲۴ آوریل سال ۱۹۴۸ زمانی‌که در افتتاحیه‌ی موسسه‌ی سی‌.جی یونگ، پائولی وارد محل برگزاری مراسم شد، گلدان چینی‌ای بدون هیچ دلیل بیرونی‌ای شکست و آب داخل آن بر زمین جاری شد. همین مسئله، پائولی را واداشت تا مقاله‌ای تحت عنوان "فیزیک پس‌زمینه" بنویسد که در آن تلاش می‌کند رابطه‌ی مکملی بین فیزیک و روان‌شناسی عمقی پیدا کند.
در سال ۱۹۵۰ زمانی که او در دانشگاه پرینستون بود دستگاه سیکلوترونی آتش گرفت و او با خودش فکر کرد که شاید اثر او عامل این حادثه بوده‌است.